# لويس ألتر
لويس ألتر (بالإنجليزية: Louis Alter)‏ هو عازف بيانو وكاتب أغاني وملحن أمريكي، ولد في 18 يونيو 1902 في هافر هيل في الولايات المتحدة، وتوفي في 5 نوفمبر 1980 في Saint Clare's Hospital (Manhattan) ‏ في الولايات المتحدة.

## وصلات خارجية
- لويس ألتر على موقع IMDb (الإنجليزية)
- لويس ألتر على موقع ميوزك برينز (الإنجليزية)
- لويس ألتر على موقع أول موفي (الإنجليزية)
- لويس ألتر على موقع قاعدة بيانات برودواي على الإنترنت (الإنجليزية)
- لويس ألتر على موقع قاعدة بيانات الأفلام السويدية (السويدية)
- لويس ألتر على موقع ديسكوغز (الإنجليزية)
- لويس ألتر على موقع كينوبويسك (الروسية)